# Niedertrebra
Niedertrebra est une municipalité allemande du land de Thuringe, dans l'arrondissement du Pays-de-Weimar, au centre de l'Allemagne. 
En 2015, sa population était de 772 habitants.

## Source de la traduction
- (de) Cet article est partiellement ou en totalité issu de l’article de Wikipédia en allemand intitulé « Niedertrebra » (voir la liste des auteurs).